# Градувек
Градувек (пол. Gradówek, нім. Cunzendorf) — село в Польщі, у гміні Львувек-Шльонський Львувецького повіту Нижньосілезького воєводства.
Населення — 220 осіб (2011).
У 1975-1998 роках село належало до Єленьогурського воєводства.

## Демографія
Демографічна структура станом на 31 березня 2011 року:
|          | Загалом | Допрацездатний вік | Працездатний вік | Постпрацездатний вік |
| -------- | ------- | ------------------ | ---------------- | -------------------- |
| Чоловіки | 125     | 28                 | 85               | 12                   |
| Жінки    | 95      | 12                 | 53               | 30                   |
| Разом    | 220     | 40                 | 138              | 42                   |